# Bruno Butorac
Bruno Butorac, hrvatski reprezentativni rukometaš
Igrač Tatrana iz Prešova.
S mladom reprezentacijom 2013. osvojio je srebro na svjetskom prvenstvu.
S hrvatskom seniorskom reprezentacijom osvojio je zlato na Mediteranskim igrama u Tarragoni 2018.